# Crasville-la-Mallet
Crasville-la-Mallet és un municipi francès situat al departament del Sena Marítim i a la regió de Normandia. L'any 2007 tenia 161 habitants.

## Demografia

### Població
El 2007 la població de fet de Crasville-la-Mallet era de 161 persones. Hi havia 66 famílies de les quals 16 eren unipersonals (8 homes vivint sols i 8 dones vivint soles), 29 parelles sense fills i 21 parelles amb fills.
La població ha evolucionat segons el següent gràfic:
Habitants censats

### Habitatges
El 2007 hi havia 92 habitatges, 64 eren l'habitatge principal de la família, 24 eren segones residències i 3 estaven desocupats. 89 eren cases i 1 era un apartament. Dels 64 habitatges principals, 54 estaven ocupats pels seus propietaris i 11 estaven llogats i ocupats pels llogaters; 1 tenia una cambra, 2 en tenien dues, 13 en tenien tres, 14 en tenien quatre i 35 en tenien cinc o més. 34 habitatges disposaven pel capbaix d'una plaça de pàrquing. A 35 habitatges hi havia un automòbil i a 24 n'hi havia dos o més.

### Piràmide de població
La piràmide de població per edats i sexe el 2009 era:
| Homes | Edats   | Dones |
| ----- | ------- | ----- |
| 0     | 95 o +  | 0     |
| 0     | 90 a 94 | 0     |
| 0     | 85 a 89 | 0     |
| 0     | 80 a 84 | 0     |
| 8     | 75 a 79 | 4     |
| 4     | 70 a 74 | 4     |
| 0     | 65 a 69 | 8     |
| 8     | 60 a 64 | 4     |
| 4     | 55 a 59 | 4     |
| 8     | 50 a 54 | 8     |
| 0     | 45 a 49 | 0     |
| 8     | 40 a 44 | 8     |
| 4     | 35 a 39 | 0     |
| 4     | 30 a 34 | 4     |
| 8     | 25 a 29 | 0     |
| 0     | 20 a 24 | 4     |
| 0     | 15 a 19 | 8     |
| 0     | 10 a 14 | 4     |
| 4     | 5 a 9   | 4     |
| 0     | 0 a 4   | 0     |

## Economia
El 2007 la població en edat de treballar era de 91 persones, 67 eren actives i 24 eren inactives. De les 67 persones actives 63 estaven ocupades (34 homes i 29 dones) i 3 estaven aturades (1 home i 2 dones). De les 24 persones inactives 13 estaven jubilades, 4 estaven estudiant i 7 estaven classificades com a «altres inactius».

### Ingressos
El 2009 a Crasville-la-Mallet hi havia 59 unitats fiscals que integraven 162 persones, la mediana anual d'ingressos fiscals per persona era de 17.742 €.

### Activitats econòmiques
Dels 8 establiments que hi havia el 2007, 1 era d'una empresa de fabricació de material elèctric, 3 d'empreses de construcció, 1 d'una empresa de comerç i reparació d'automòbils, 2 d'empreses de serveis i 1 d'una empresa classificada com a «altres activitats de serveis».
Dels 4 establiments de servei als particulars que hi havia el 2009, 2 eren fusteries, 1 lampisteria i 1 veterinari.
L'any 2000 a Crasville-la-Mallet hi havia 6 explotacions agrícoles.

## Poblacions més properes
El següent diagrama mostra les poblacions més properes.